# 1843 az irodalomban
Az 1843. év az irodalomban.

## Megjelent új művek

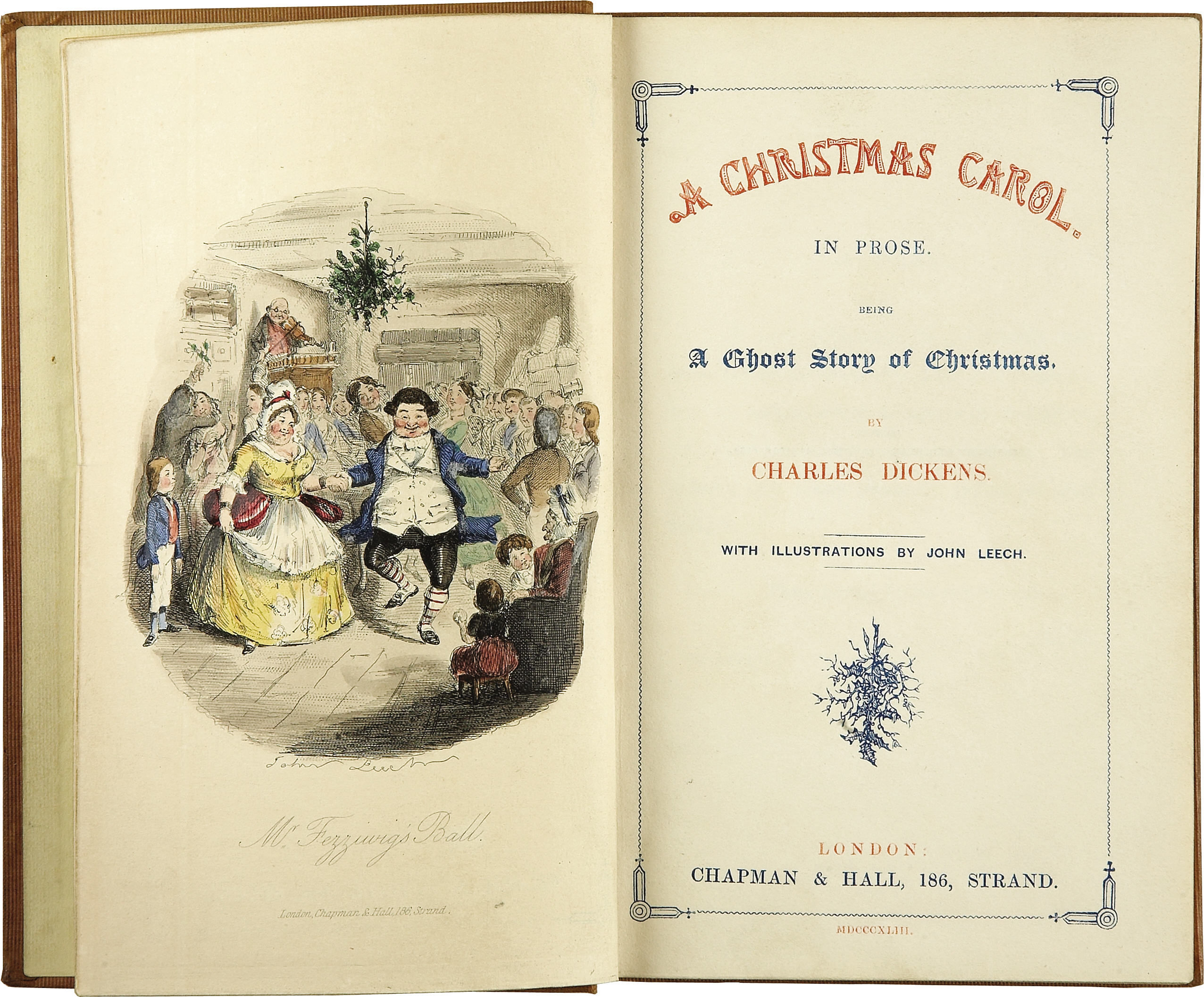
Dickens: Karácsonyi ének, az első kiadás borítója (1843)

- Edward Bulwer-Lytton angol író történelmi regénye: The Last of the Barons
- Nyikolaj Vasziljevics Gogol legismertebb elbeszélése, A köpönyeg (Шинель) januárban kerül az olvasók elé
- Charles Dickens: 
  - Martin Chuzzlewit élete és kalandjai (The Life and Adventures of Martin Chuzzlewit), 1843–1844-ben folytatásokban jelenik meg
  - Karácsonyra kerül a boltokba Dickens másik műve, a Karácsonyi ének (A Christmas Carol)

### Tanulmányok
- John Stuart Mill angol filozófus: A System of Logic, Ratiocinative and Inductive (A deduktív és induktív logika rendszere)
- Søren Kierkegaard dán filozófus:

- - Enten – Eller (Vagy-vagy)

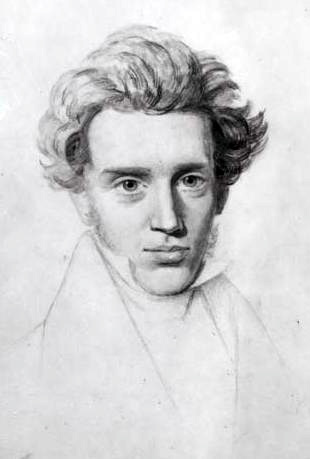
Søren Kierkegaard

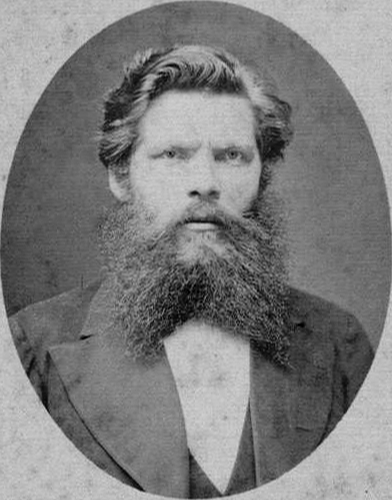
Mihkel Veske

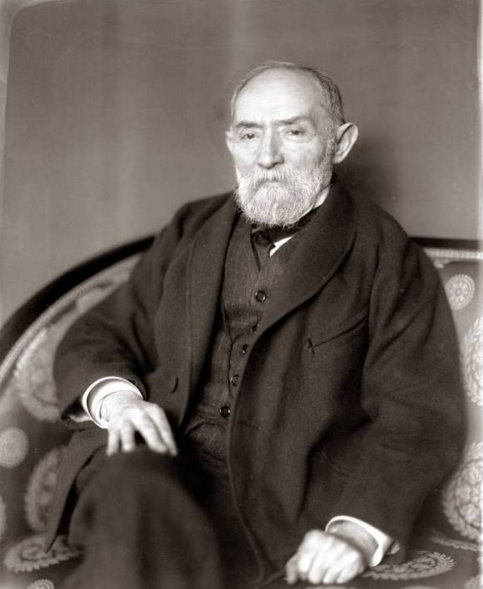
Kiss József

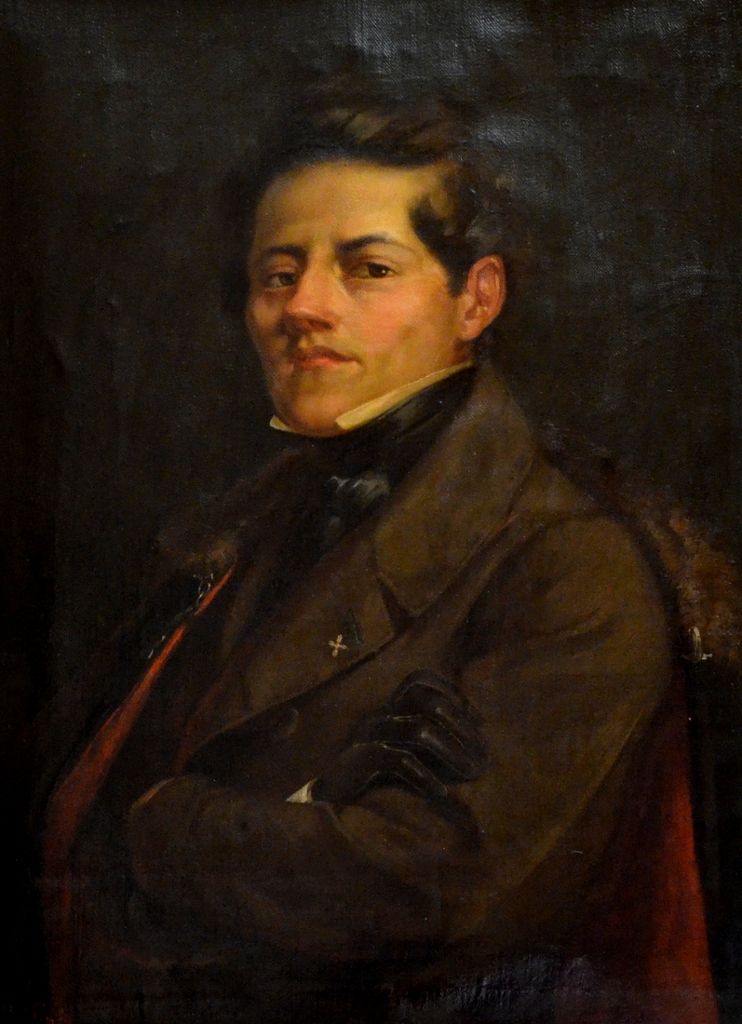
Carlo Marenco

  - Frygt og Bæven (Félelem és rettegés)

### Költészet
- Heinrich Heine elbeszélő költeménye: Atta Troll. Ein Sommernachtstraum (Atta Troll. Nyáréji álom); végleges szövege az 1847-ben kiadott könyvben
- Edgar Allan Poe költeménye: The Conqueror Worm
- Alfred de Vigny filozófiai költeménye: La mort du loup (A farkas halála)[1]

### Magyar nyelven
- Jósika Miklós: Zrinyi, a költő regényes krónika a 17. századból
- Nagy Ignác munkái:
  - Beszélyek (három kötet)
  - Tisztújítás (vígjáték). Az MTA vígjáték-pályázatán száz arannyal jutalmazott művet 1843-tól nagy sikerrel játsszák a pesti Nemzeti Színházban

## Születések
- január 28. – Mihkel Veske észt költő, nyelvész († 1890)
- április 15. – Henry James amerikai származású angol író, kritikus († 1916)
- május 10.– Benito Pérez Galdós spanyol író († 1920)
- október 25. – Gleb Ivanovics Uszpenszkij orosz író († 1902)
- november 30. – Kiss József költő, lapszerkesztő († 1921)

## Halálozások
- január 23. – Friedrich de la Motte Fouqué német romantikus író (* 1777)
- február 17. – Eustahija Arsić, az első modern szerb írónő (* 1776)
- május 28. – Noah Webster amerikai pedagógus, nyelvész, lexikográfus (* 1758)
- június 7. – Friedrich Hölderlin német költő, gondolkodó (* 1770)
- szeptember 20. – Carlo Marenco olasz színműíró (* 1800)
- december 11. – Casimir Delavigne francia költő és drámaíró (* 1793)